# 良心市

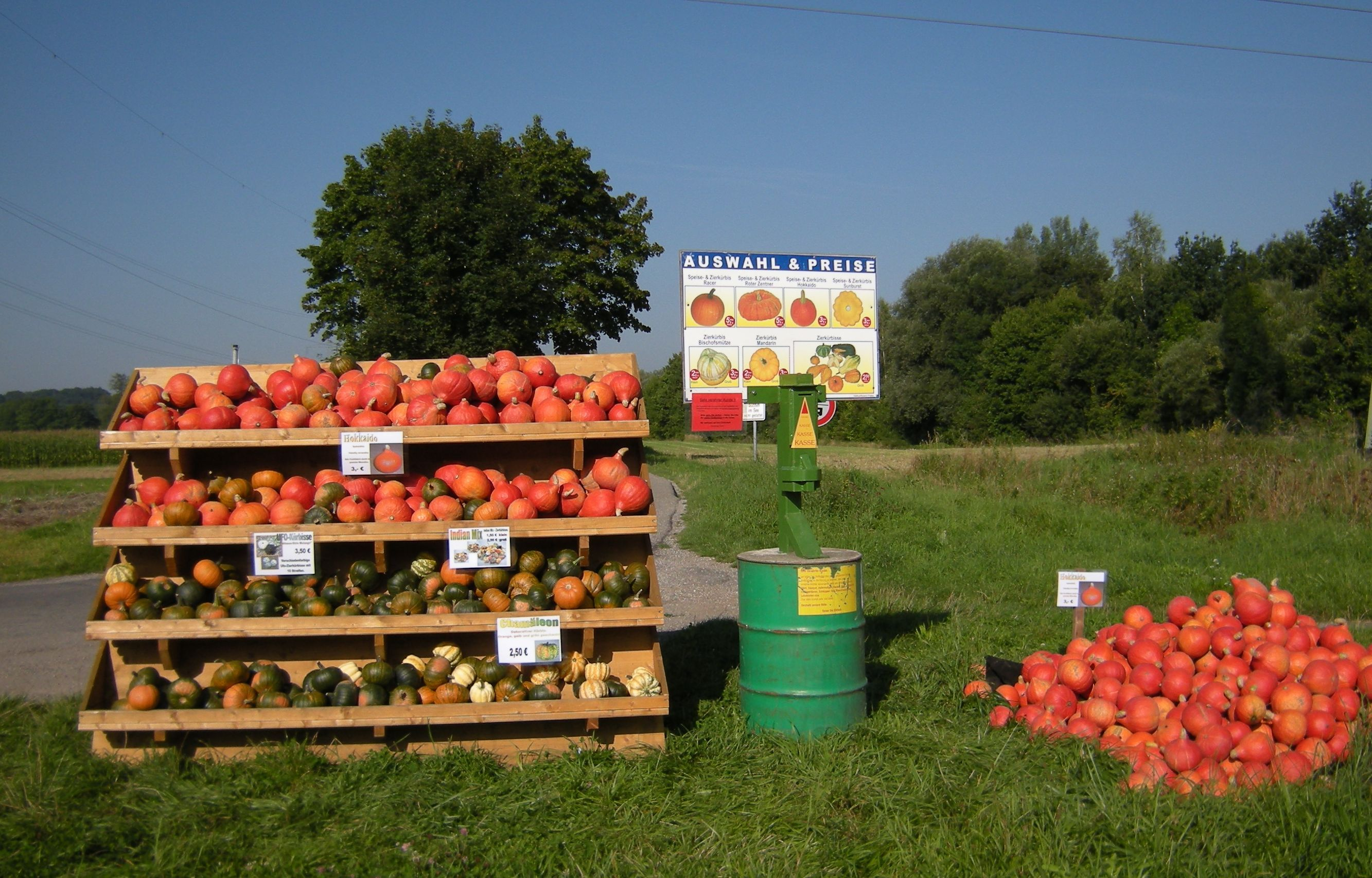
カボチャの無人販売所（ドイツ）。世界各国において、田舎のロードサイドにはこのような「店」がしばしば存在する

良心市（りょうしんいち）または無人販売所（英: Unmanned stand、または英: Unmanned stall）は、農業を生業とすることの多い地域にてみられる無人の小売店である。基本的に「店舗（store）」の形態をとらず「屋台（stand または stall）」や「小屋（shed）」の形態をとるので、都会によくみられる「無人店舗（英: Unmanned store ）」とは区別されるが、広い意味で無人店舗の一種とみなされることもある。
本記事では店舗の形態をとらない無人の販売所について説明する。

## 概要

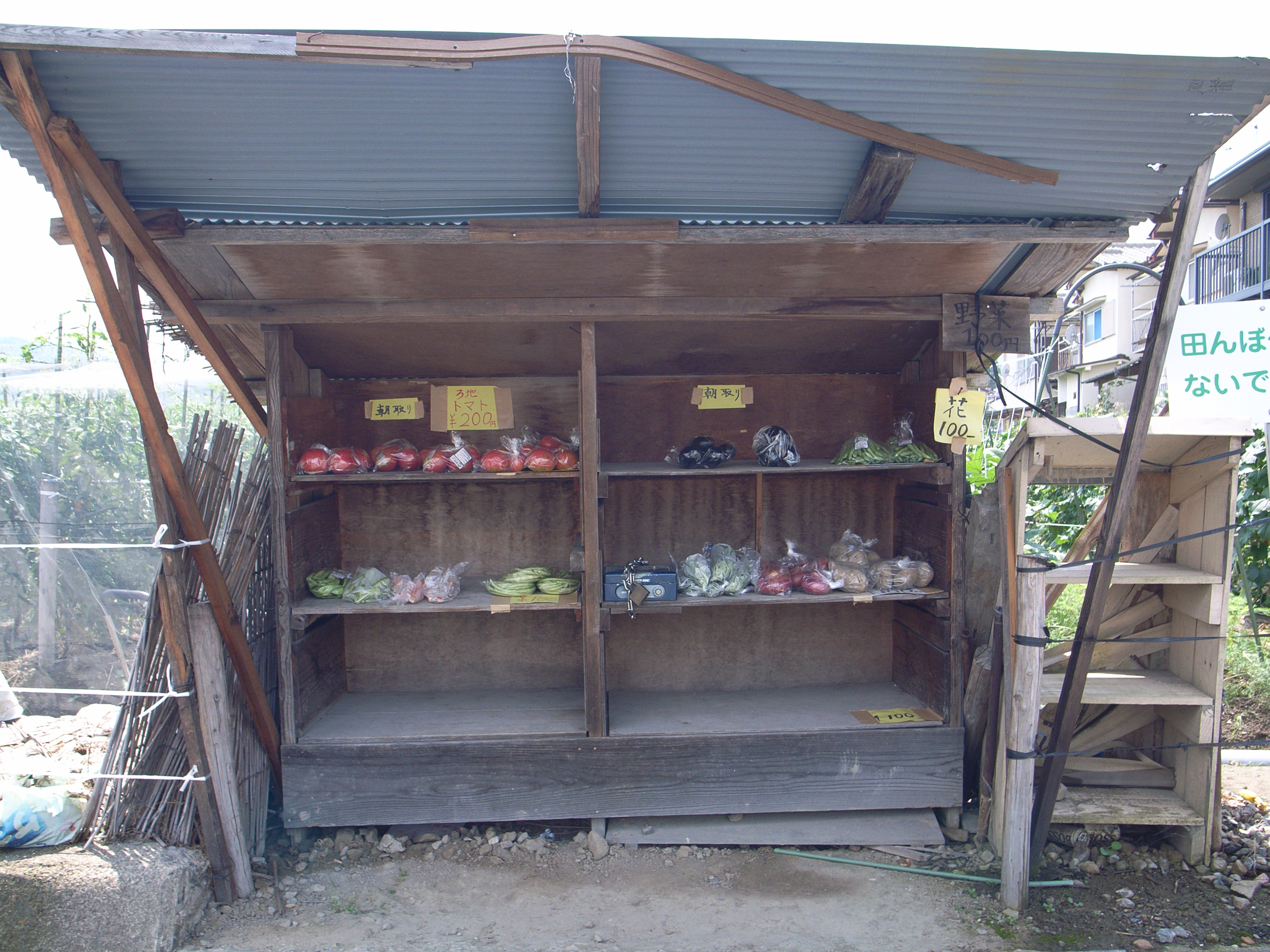
野菜の無人販売所（日本）。自宅で採れた野菜や果物などの余剰生産物を売ることが多い。

店員は不在であり、客は笊や空き缶などの所定の位置に設置された料金入れに購入する品物の代金を入れ、品物を持ち帰るシステムである。並べられた商品はせいぜい1袋数百円程度の低い価値しかないことから、レジ番に給料を払ってまで販売するメリットが無いので、無人で販売されている。市場に持っていくほどでもない余剰生産物（自家消費用に生産した物からちょっとだけ余った農作物など）を販売するには便利であるため、世界各国の農村地域のロードサイドでこのような無人販売所が見られる。
ペイメントシステムは、料金ボックスを設置し、そこにお金を入れるものが一般的である。無人販売所に特徴的なこのペイメントシステムは、例えば英語では「honesty box」という名で認知されている。2010年代後半の中国では、無人店舗に設置されたバーコードをスマホで読み取って電子決済で送金するタイプの無人売貨店（中:无人售货店）が現れている。
設置場所は、基本的に田舎である。日本では、加工食品ではないこと、自分の敷地であること、「店舗」ではないこと（屋根があるくらいの「小屋」ならOK）、などの条件を満たせば、営業許可の取得を必要とせずに生産物を販売できる。そのため、基本的に畑に隣接する自分の敷地に設置されている。
その起源は明確ではないが、農村にまで貨幣経済が浸透することが前提となるため、農業史の中では比較的新しいのではないかとみられている。日本においては、経済学者の関満博の研究によると、戦後に農協に出せない形の悪い野菜を並べたのが無人販売所の始まりだという。日本では、1923年に中央卸売市場法が施行されて以降、農産物は基本的に市場を経由して販売されていたが、無人販売所は、農産物が生産者から消費者に直接販売されるという側面があった。この「無人販売所」をベースとして、1970年代に農家の自立志向の高まりから「農産物直売所」が生まれたと考えられている。
ただし高知県では、後に「良心市」と呼ばれるお遍路さん向けの無人販売所が戦前から存在した。
無人販売所というシステムは、英語圏では、利用者の誠実さを信頼する「誠実システム（英: honor system）」に依拠しているとされている。中国でも、「诚信（日：誠実、英：honesty）」に依拠しているとされている。日本では、無人販売所の存在は「性善説」に依拠していると一般的に考えられているが、中国哲学の儒教における「性善説」（人之初性本善。人の生まれた時の性質は本々は善である）は本来そう言う意味ではなく、誤用である。

### 高知県の「良心市」について
高知県文教協会の橋詰延寿によると、高知県の春野町では、太平洋戦争前にへんろ道沿いに「良心市」が多く分布し、戦時中も存続していたという。当時はまだ「良心市」という名前が付いておらず、単に「ミカンを出す」「餅を出す」などと言っていた。このシステムは遍路道の中でも土佐路だけに見られるものであり、遍路さんへの施しの気持ちがあり、また遍路さんの方も感謝があるから、金銭の間違いがない、とのこと。この「良心市」は、お遍路さん向けに、四季の果物や、餅、草鞋などを売っていた。戦後にいったん途絶えたが、最近（1966年頃）にはまた見られるようになった、とのこと。なお大正時代から昭和初期の西分村（現春野町西分）では、農作物がほとんど自家消費に回されるので、市場に回せるほどの十分な生産量を供給できず、大正時代に定期市を設置しても長続きしないほどであったため、余剰生産物の少ない同村のような地域では、良心市が活用されたのではないだろうかと、高知市広報では推測している。
「良心市」の名称で呼ばれる無人販売所は、1951年に東津野村北川集落（当時は90戸の寒村）の有志が、約2km離れた隣の新田集落（当時は人口6000人の大きな街）に設置したのが最初である。人手不足で売り子を置くことができなかったので、全国でも例のない「無人市」となったが、それが街の人に「良心市」と呼ばれて評判となり、成功して収益を上げ、周囲の村々でも真似をした、とのこと。
『高知県百科事典』（高知新聞社、1976年）によると、「良心市」という名称は旧東津野村で使用していた名称で、当時は地域によって「出し売り」や「ダンマリ」などいろいろな名称で呼ばれていた。「良心市」という名称が現在のように高知県全域に広まったのは比較的新しいと推定されている。
この「良心市」は、他府県の無人販売所と同じ歴史をたどって「農産物直売所」まで進化した。現在は店員が常駐する店でも「良心市」の名称を用いることがあり、他府県にも「良心市」の名称を使用する有人の農産物直売所が存在する（例えば香川県の「良心市たかせ」など）。
高知県ではこの「良心市」が文化として根付いており、2018年現在、高知県における人口一人当たりの農産物直売所での購入額は年間 33,897 円で、ダントツ1位となっている。

## 各国の呼び名と、その由来

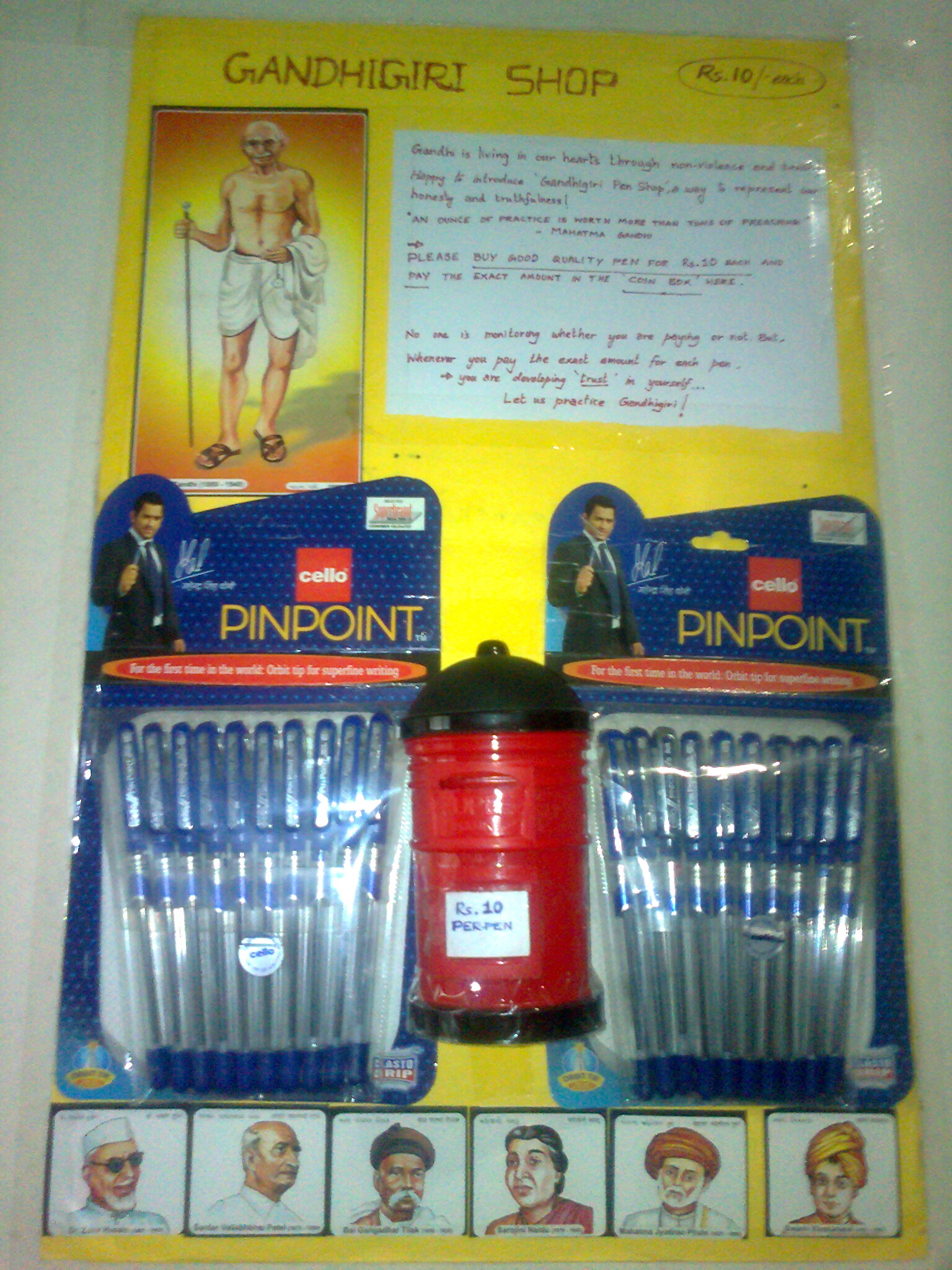
ガンジーの肖像を掲げるGandhigiri（ガンジー主義者）の無人販売所（インド）。良心が試される。

無人であることから、代金を支払わずに品物だけ持ち去られるリスクを伴う。その販売方式上、代金を支払って品物を購入するか、支払わずに品物を持ち去るかの選択が購買者本人の良心に委ねられていることから「良心市」、あるいは本人の正直さに委ねられていることから「Honesty box」の通称で呼ばれる。
無人販売所は、無人であることをあえて強調したい場合、英語では「unattended stall」（「stall」とは「屋台」の意味）、米語では「unattended stand」などと言う。また、「honor system」を採用していることをあえて強調したい場合は「honor stall」などと言うが、農村地帯のロードサイドによくある「roadside stall」または「farm stall」などと呼ばれるものは、無人の屋台か小屋に商品を並べて値段を書いて料金箱だけ設置したものが普通で、わざわざ「unattended」「honor」などと言う必要がないので、言わない。いろいろな商品を扱ったものを「unattended store」などと言う場合もあるが、これは2010年代後半に実用化された、AIカメラによる顔認証システムやICタグを用いて電子決済によって自動で精算を行ったり、セルフレジによって半無人で精算を行う無人店舗のことを意味する場合がある。
大農場などに併設されている、「farm stall」の規模ではない大きな店は「farm shop」と言い、これは日本語では「農産物直売所」と訳される。無人の店も存在し、これを「roadside stall」の仲間に含めるかどうかはオーストラリアのロードサイドストール設置情報収集サイトで議論があり、とりあえずサイトでは「Roadside Stall & Farm Shop」と併記することになった。
中国語では、農村地帯によくある野菜スタンドは「無人菜攤（中:无人菜摊）」と言う（「摊」とは「屋台」の意味）。野菜以外の商品の場合は「無人貨攤（中:无人货摊）」で、ときどき都会に現れてニュースになるが、基本は野菜スタンドで、田舎にしかない。いろいろな商品を扱ったものを「無人売貨菜店（中:无人售货菜店）」などと言う場合もあるが、やはり「店」と言うと、都会にある先進技術によって無人化した無人店舗のことを意味する場合がある。農村にある無人販売所は、窃盗するかどうかが購買者の良心に委ねられるのに対し、都会にある無人店舗は、店内の監視カメラと商品のICタグによって追跡されるので、窃盗がほぼ不可能である点が違う。

## 取扱品目
良心市で取り扱っている商品は野菜・果物が圧倒的に多い。次いで多いのが卵など。地域の特徴が出やすく、茶葉や花を売っている場合もある。
珍しい例では食肉や魚、牛乳などを取り扱っている販売所もある。観光客向けに民芸品や薪を売っているところもある。
海外では新聞の無人販売スタンドなどもある。ジャムを売っているところもある（日本では、加工食品を販売するには食品衛生法に基づき保健所の営業許可を取得する必要があるため、ジャムなどの加工食品は難しい。日本では、かつてたくあんなどの漬物を売っているところも多かったが、2024年の食品衛生法の改正により漬物の販売には保健所の営業許可が必要となったため、激減した）。
中国でもやはり野菜スタンドが多い。家で朝採れたものを、仕事に行く前に並べた物が多い。

## ギャラリー
無人販売所は、国や地域によって特色が出やすい。地元民しかいない田舎で個人が自宅の敷地に設置したものとは別に、地域の人情を示すために不特定多数の人間が行き交う都会の観光名所にあえて設置された特別な無人販売所もある。田舎か都会か微妙な郊外では盗難の心配が大きく、監視カメラや警告文がある。
- 本の無人販売所（イギリス、ウェールズ、ヘイ・オン・ワイ）。「古本の町」として知られるヘイ・オン・ワイのヘイ城の中にある。
- ジャムの無人販売所（イギリス、ストーク・バイ・ネイランド村）。ジャムづくりが盛んな地域では、家の前でよく自家製ジャムが売られている。
- 植物の無人販売所（ニュージーランド、クライストチャーチ）。「ガーデンシティ（庭の町）」として知られるクライストチャーチのクライストチャーチ植物園の中にある。
- リンゴの無人販売所（オーストラリア、クイーンズランド州、ザ・サミット村）。リンゴ農家が自宅のガレージで販売している。
- カボチャの無人販売所（ドイツ、バイエルン州、アラースハウゼン）。ドイツの農村地区の秋の風物詩で、農場の片隅に、看板と料金箱の付いたドラム缶、商品が無造作に並べられている。
- 玉子の無人販売所（アメリカ、カリフォルニア州、ノバト市）。敷地内に冷蔵庫が用意してあり、その中に入れて冷やしてある。アメリカの郊外農場の典型的なロードサイドスタンドで、監視カメラの警告がある。
- 昆布の無人販売所（日本、北海道、函館市）。函館市の観光名所である菊泉の前に設置してあり、「無人販売は日本の良心です。旅の良い思い出をお持ち帰りください。」との断り書きがある。
- 野菜の無人販売所（日本、東京都）。「おねがい ぬすまないで」の警告がある。東京都内でも多摩地区では都市農業が行われており、無人販売所もけっこう存在するが、やはり多摩のような都会だと盗難の心配が絶えない。

## 窃盗

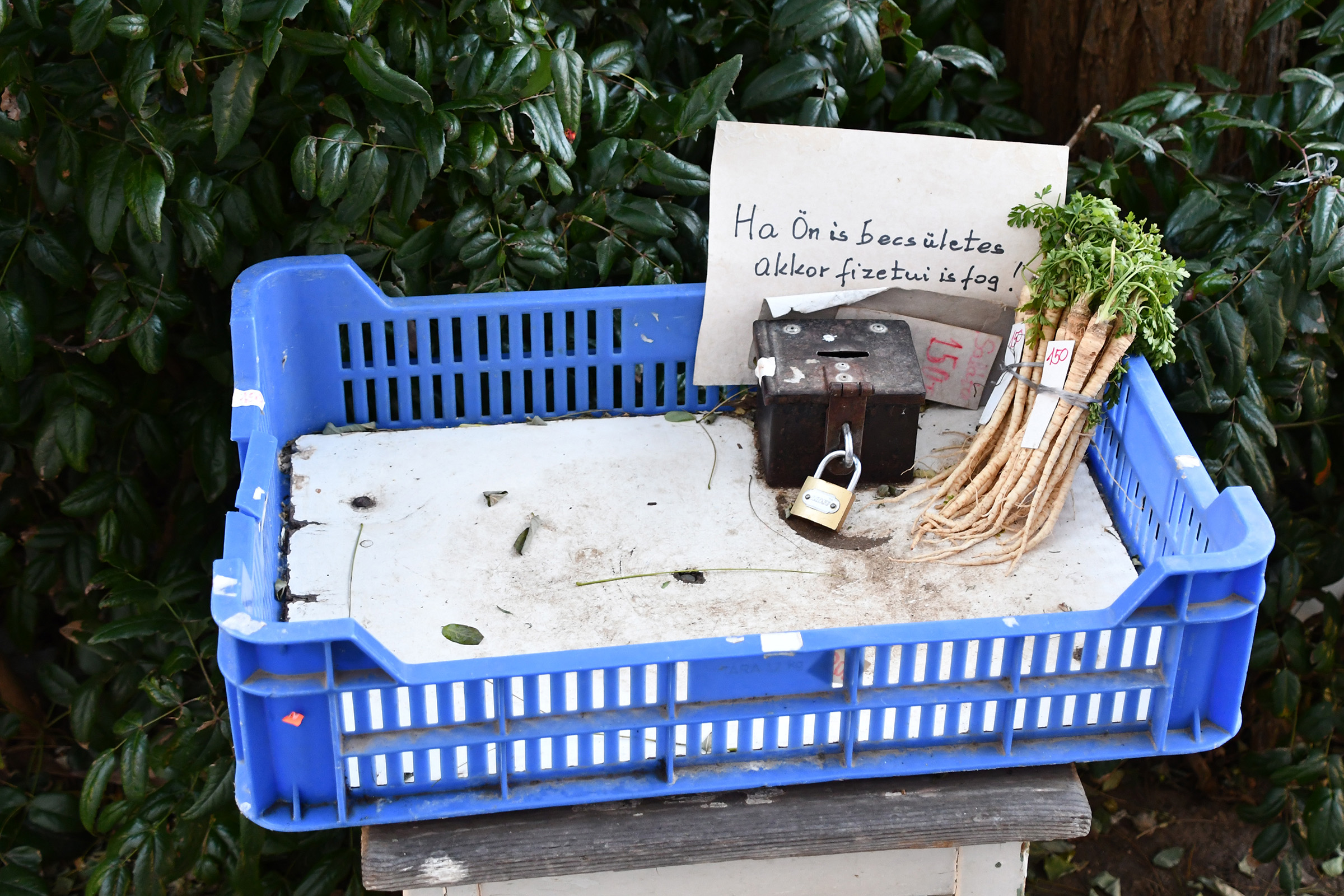
野菜の無人販売所（ハンガリー）。料金箱はカギをかけたうえで「店」に括り付けられており、お金を盗むことは容易ではないが、商品を盗んだり、あるいは「店」自体を盗むことは容易である。

良心市はその特性上、無人販売の形態となるため、窃盗が絶えない。店の商品どころか「店」自体を盗む人すらいる（「店」と言ってもその実態は「屋根の付いた棚」である）。店によっては監視カメラ（隠しカメラを含む）を設置するなどして防犯対策を採っている店もある。
ただし設置場所はほとんど農村地域に限られており、販売所を訪問する人は基本的に近隣住民で顔見知りであること（窃盗はすぐばれて村中に広まる）、自宅の前や田んぼの前などのよく見える位置に設置してあること、そもそも商品の価値が低いことなどから、窃盗のメリットが少なく、無人でありながら正直に料金を払う人が多い。
野菜の無人販売所を大都会に設置する事業を中国の広西チワン族自治区柳州市で行っている会社が2017年に調査したところによると、1束3元（約50円）で野菜を売っている無人販売所を1年間調査した結果、回収率は90%（つまり9割の人が料金を払う）とのことで、都会でも窃盗はそれほどなく、貧困層（農村地区の農民）の収入増のメリットが大きいとのこと。

## 備考

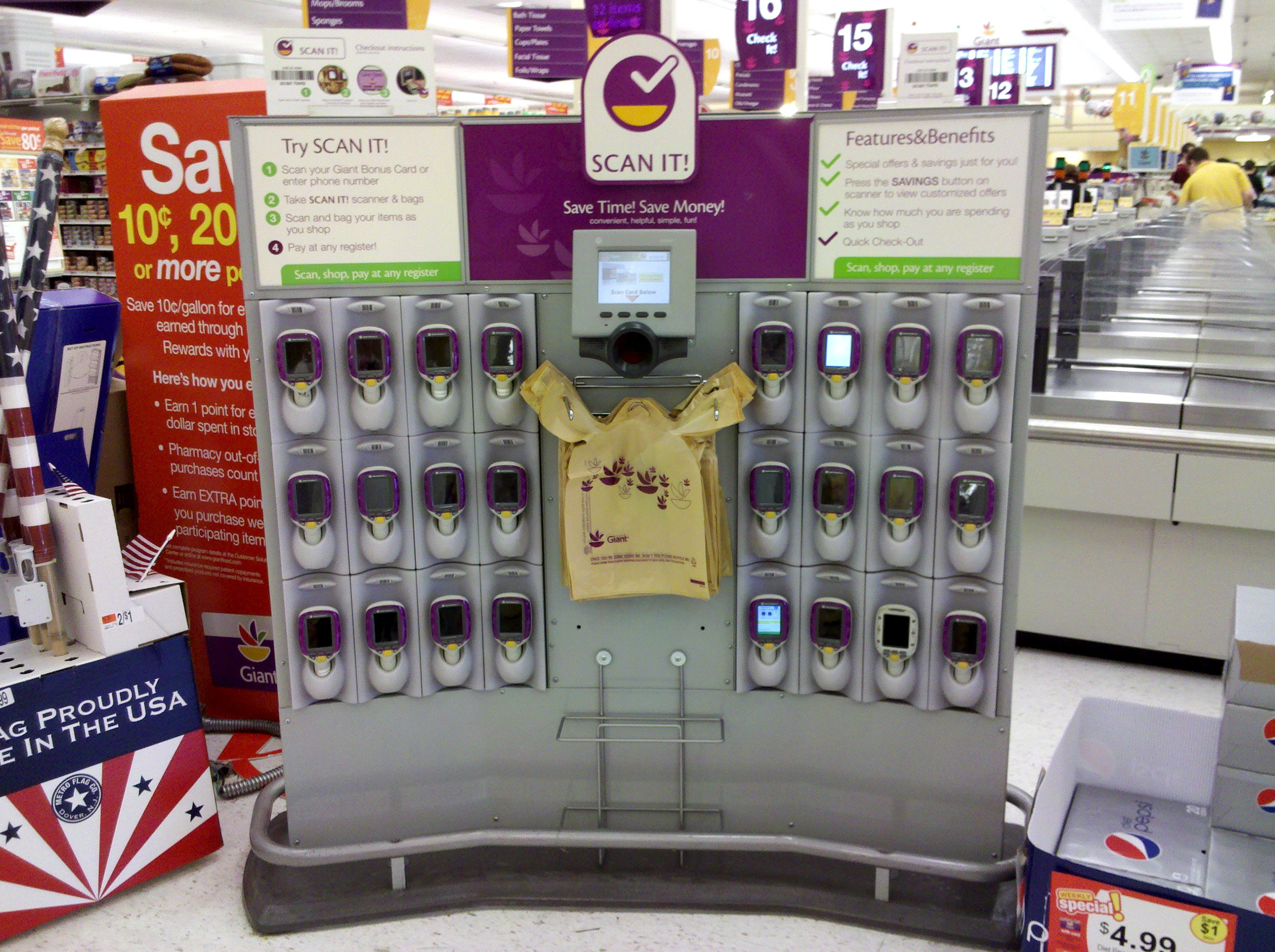
都会のスーパーのセルフレジ。無人だが、良心市とは違って監視カメラが見張っている

- 「遠くから望遠鏡で監視している」という都市伝説がある[15]。